# Makeyev Rocket Design Bureau
La Makeyev Design Bureau (in russo Государственный ракетный центр имени академика В. П. Макеева?, Gosudarstvennyj raketnyj centr imeni akademika V. P. Makeeva, nota anche come Makeyev OKB) è un'azienda di progettazione missilistica russa situata a Miass.
Fondata nel dicembre 1947 come SKB-385, la compagnia è il principale progettista di missili balistici russa lanciati da sottomarini (SLBM). L'organizzazione prende il suo nome in onore di Viktor Makeev.
Nel 1965, l'ufficio SKB-385 fu ribattezzato Конструкторское бюро машиностроения (Konstruktorskoe bjuro mašinostroenija, KBM) sotto controllo del ministero della metalmeccanica.

## Razzi e missili
- R-11 Zemlja
- R-13 (missile)
- R-17 Elbrus
- R-21 (missile)
- Štil'
- Volna
- R-27 Zyb
- R-29 Vysota
- R-29RM Štil'
- R-29RMU Sineva
- R-29RMU2 Layner
- R-39 Rif
- RS-28 Sarmat
- CORONA
- ROSSIYANKA